# Китайцы в Суринаме
Китайцы в Суринаме (нидерл. Chinese Surinamers), или суринамские китайцы — этническая группа лиц китайского происхождения, проживающая на территории Суринама. Первые китайцы прибыли в страну в середине XIX века в качестве рабочих по приглашению местной колониальной администрации. Большинство мигрантов являлись представителями народа хакка и прибыли с юга Китая из провинции Гуандун. По вероисповеданию — шенисты, христиане (католики и протестанты), буддисты. Говорят на языках хакка и сранан-тонго, кантонском диалекте и севернокитайском языке. Численность суринамских китайцев в Суринаме около сорока тысяч человек. В Нидерландах они составляют 6 % от общего числа китайцев, проживающих в стране. Большинство суринамских китайцев заняты в сфере торговли и занимаются предпринимательской деятельностью.

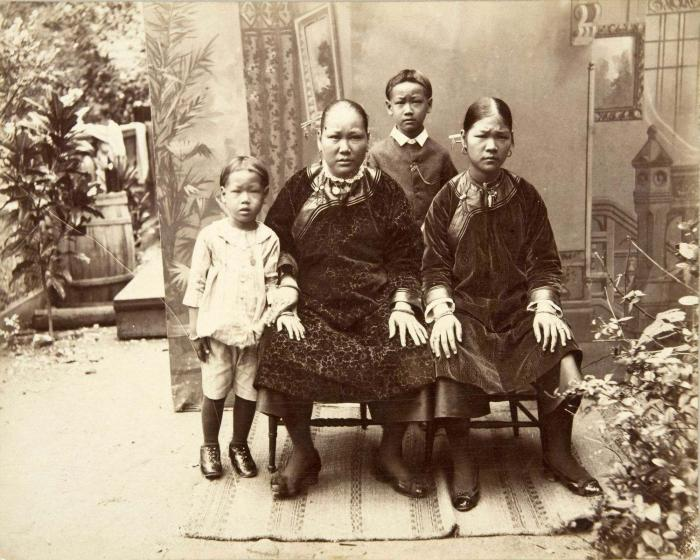
Китайцы-мигранты в Суринаме. Фотография 1890—1900 годы

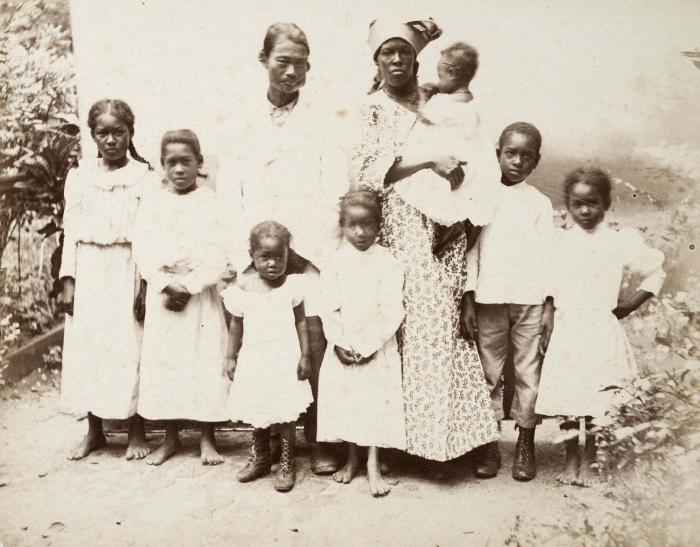
Китаец-мигрант с женой-афросуринамкой и детьми. Фотография 1880—1900 годы

В 1853 году, в преддверии отмены рабства в Суринаме, владельцы местных плантаций обратились с просьбой к колониальной администрации позволить им вербовать рабочих из-за рубежа. Первая группа трудовых мигрантов, состоявшая из восемнадцати китайцев, вскоре прибыла из Нидерландской Ост-Индии и была отправлена на работу на плантацию Катарина-София в округе Сарамакка. Однако из-за высокой стоимости контракта, администрация приняла решение вербовать трудовых мигрантов-китайцев в самом Китае. В 1858 году пятьсот китайских рабочих были завербованы консулом Нидерландов в Макао. Они прибыли в Суринам в апреле того же года, но оказалось, что никто не хотел их нанимать. Доведённые до отчаяния люди согласились на изменение условий контракта в пользу работодателей. Это произошло без ведома губернатора Схимпфа. По новым договорам мигранты фактически становились рабами плантаторов. Когда китайцы поняли, что их ввели в заблуждение, они стали протестовать. Протесты мигрантов были жестоко подавлены местной полицией. Апелляция китайцев к первому министру Нидерландов Рохюссену ситуации не изменила.
Тем не менее, в 1850—1860-х годах около 2 500 китайцев прибыли на работу в Суринам. Большинство из них в качестве контрактных рабочих трудились на плантациях. По истечении контрактов, многие мигранты стали заниматься торговлей, главным образом, розничной торговлей продуктами питания. Большинство мужчин-мигрантов женились на не китаянках; те, же, кто хотел жениться на китаянках, импортировали себе невест с родины. Они стали родоначальниками суринамских китайцев.
Миграция китайцев в Суринам продолжилась и после прекращения их вербовки в качестве рабочих на плантации. Особенно много мигрантов прибыло в страну в 1950—1960-х и 1990-х годах. В 2007 году в Суринаме насчитывалось более 70 000 китайцев. Их иммиграция продолжается до сих пор. Быстро растущий спрос в Китае на древесину и полезные ископаемые сделал Суринам весьма привлекательным для инвестиций китайских предпринимателей. Новых китайских мигрантов, прибывающих в страну в основном из Северного Китая, в Суринаме называют «китайцами солёной воды» (нидерл. zoutwater-Chinezen). Помимо предпринимательской деятельности, суринамские китайцы активны в социальном секторе. Среди суринамцев с китайскими корнями — второй президент страны Хендрик Рудольф Чан А Сен. Некоторые китайские традиции были приняты другими этническими группами, сформировавшими суринамский народ, и стали частью общей суринамской культуры. 